# جان کنت هریسون
جان کنت هَـریسون (انگلیسی: John Kent Harrison) کارگردان فیلم، فیلم‌نامه‌نویس و کارگردان تلویزیونی اهل کانادا است.
از فیلم‌ها یا مجموعه‌های تلویزیونی که وی در آن‌ها نقش داشته‌است، می‌توان به خرسی به نام وینی، پاپ ژان پل دوم، دلیری ایرنا سندلر، آن در گرین گیبلز لوسی ماد مونتگومری و هلن تروآ اشاره نمود.